# Пригоди Папіруса
«Пригоди Папіруса» — багатосерійний французький мультсеріал на давньоєгипетську тематику, вперше показаний у 1998 році. Телевізійна адаптація однойменної серії бельгійських коміксів Люсьєна де Житера.
Дія мультфільму відбувається в часи правління вигаданого фараона Меренра. Злий бог Сет, колись вигнаний богами з пантеону, заточив бога Гора в саркофаг, схований у Чорній піраміді Омбоса. Юний рибалка Папірус дізнається, що на нього покладено велику місію: звільнити бога Гора та захистити Єгипет і його фараона від злих сил Сета.

## Основні персонажі
Папі́рус — простий рибалка, що волею богів став захисником Єгипту і царської династії. Він повинен перемогти сили зла Сета і звільнити бога Гора, що заточений в зачарованому саркофазі. Разом з принцесою Феті він долає ряд перешкод, які ведуть його до кінцевої мети. Володіє чарівним мечем Гора, сила якого пропорційна його хоробрості.
Фе́ті — дочка фараона Меренра, спадкоємиця трону і верховна жриця Ісіди. Красива, розумна і відважна дівчина. За порятунок її Папірусом завжди готова прийти йому на допомогу. Небайдужа до юного рибалки, іноді сердиться від його неуважність до неї, і часто ревнує до інших дівчат, особливо якщо вони теж принцеси.
Фараон Мере́нр — старий фараон, правитель обох земель Єгипту. Він мудрий і справедливий, але рідко приймає рішення, не порадившись із найближчим оточенням, чим користуються його вороги. В епоху Стародавнього царства дійсно правили два царі з ім'ям Меренр, але дія мультсеріалу явно відбувається після фараонів Нового царства Ехнатона і Рамзеса II; прототип цього персонажа, імовірно, слід шукати в сині останнього Мернептахові.
Раусе́р — верховний жрець бога Ра, радник фараона і захисник Феті.
Тія — «принцеса злодіїв» міста Фіви. Юна темношкіра дівчина, жвава і самостійна. Має ручну мавпочку Шепсі.
Імхоте́п — юний писар, каліка, не здатний ходити без палиці, зате вірний Папірусу та його друзям. Мріє стати головним архітектором Фараона.
Бі́бо — син лівійського вождя, огрядний веселий чоловік, який допомагає Папірусу та його друзям.
Ха́пу — спритний юнак з даром передбачення. Син царського архітектора, юний жрець, через якого боги повідомляють свою волю.
Аке́р — жрець Сета, вигнаний з Єгипту. Виконує плани свого володаря із захоплення держави, творячи чаклунство і маніпулюючи слугами фараона.
Аме́с — молодший брат фараона, що прагне зайняти трон. Підступний і обережний, він плете інтриги проти Меренра й Папіруса.
Чепсе́ска — жрець Сехмет, таємний слуга Сета. Готовий піти на будь-яку підлість аби захопити владу, крім того вміє гіпнотизувати людей і керувати вогнем.

## Епізоди

### Перший сезон
1. «Мумія». Молодий рибалка Папірус рибалить на Нілі, щоб прогодувати себе і свою сім'ю. Зайшовши в заборонений ліс, Папірус рятує дочку фараона, поховану живцем у саркофазі невідомими. Він потрапляє в печеру, де проходить випробування, подолавши свій страх, і отримує за це чарівний меч Гора і довідується послання богині Небу про його місію.
2. «Гнів бога місяця». Вночі у Фівах божеволіє жрець бога Тота Семерк, а в апартаменти принцеси Феті проникає осквернитель. Фараон Меренр отруєний під час заміської поїздки, і його замінює підступний брат Амес. Стражники виганяють Папіруса, пославшись на наказ Феті.
3. «Бог крокодилів». По дорозі в Фіви Феті і Папірус були захоплені лівійськими розбійниками. Їхній ватажок Тахар задумав будь-якою ціною завоювати Єгипет, і його підтримують сили Сета. Завдяки лівійському заручнику Бібо друзям вдається втекти.
4. «Помста Рамзеса». Фараон Меренр збирається відвідати Абу-Сімбел, храм, побудований Рамзесом II. Папіруса мучать погані передчуття. І дійсно, по дорозі на друзів нападає чудовисько, а в храмі їх чекає небезпека.
5. «Безликий велетень». Заблукавши в пустелі, Папірус і Феті опиняються біля підніжжя сфінкса з головою гієни, а на наступний день рибалка отримує одкровення уві сні. Правитель зачарованого Базальтового міста просить звільнити його народ від прокляття. Папірус погоджується, не знаючи ким були жителі цього міста і їхній покровитель, Безликий велетень.
6. «Вигнаний фараон». Буря переносить Феті й Папіруса в Ахетатон, покинуте місто проклятого фараона Ехнатона. Їм належить довідатися за що було проклято фараона та упокоїти його душу.
7. «Назад у часі». Фараон одержує звістку про загибель Папіруса і Феті, а принц Амес плете інтриги за його спиною. Бог Тот розлютився — злий Сет зазіхнув на його владу над часом і повернув час назад. Повернувшись у Фіви, Папірус і Феті застають столицю в хаосі, а на троні єгипетських царів — лиходія Амеса.
8. «Трава життя». Папірус, Феті, Тія і Імхотеп беруть участь в церемонії хеб-сед, покликаній підтвердити легітимність правління фараона Меренра. Папірус рятує рибалку, на якого напав священний крокодил. Тим часом слуги Сета влаштовують підступ — фараон отруєний і не може взяти участь в урочистій церемонії.
9. «Лабіринт». Феті й Папірус приймають принца Мелосу, посланця з острова Крит. Биків острова вразила таємнича хвороба, і тільки священний бик Апіс може їх врятувати. Але злі сили збираються розпалити війну між Критом і Єгиптом. В епізоді присутні персонажі давньогрецької міфології: Мінос, Аріадна і Мінотавр.
10. «Тріумф богині Бастет». Папірус і Феті знаходяться в Пер-Басті, священному місті богині-кішки Бастет, де повинна відбутися урочиста церемонія. Ратофера мучать погані передчуття. І дійсно, скоро принцесу викрадають невідомі в масках, за якими стоїть зрадник Чепсеска.
11. «Місто писарів». Ієрогліфи — священні письмена єгиптян, хранителі мудрості і знань, несподівано починають зникати, а небо над Єгиптом вкривається попелом. Папірус, Феті й Тія повинні відправитися в божественне місто писарів, щоб встановити причину лиха. Їх провідником стає бог Тот, що віщає устами юного пророка Хапу.
12. «Демон червоних гір». Минуло багато часу з тих пір, як Ратофер відправився в Червоні гори на пошуки міста демона-левиці Пахет, а від нього немає звісток. Дивом вцілілий начальник експедиції підтверджує побоювання Папіруса, повідомивши про напад гієн. Феті і Папірус відправляються в Червоні гори на пошуки Ратофера.
13. «Перо великого сокола». Напередодні урочистого свята в честь Гора робітник знаходить в шахті магічне золоте перо. Папірус і Феті вважають, що воно допоможе їм виявити браму Омбоса і звільнити бога Гора. Однак Сет і Акер вже мають план як скористатися знахідкою.
14. «Пробудження Червоного сфінкса». Імхотеп і Ратофер знаходять ключ у Світ Нера, в якому колись був заточений зловісний Червоний сфінкс. Повернувшись через деякий час, Феті і Папірус виявляють, що Ратофер мертвий, а Імхотеп пішов з незнайомцем. Друзі в розпачі. Але, на щастя, богиня Ісіда допомагає їм.
15. «Сивочолий єгиптянин». Папірус і Феті зустрічаються з Бібо, який повинен був передати їм повідомлення від богині Небу і її чарівну тканину. Але чиясь недобра воля поміняла Бібо і осла Камелота тілами, і лише після довгих поневірянь Папірусу вдається виявити Небу, що стала полонянкою злої чаклунки Дешерет.
16. «Арфа саду Хатхор». Фараон Меренр чекає візиту хетського царя Хаттусилі для переговорів про зміцнення миру. За порадою мудрого Ратофера Папірус і Феті повинні дістати арфу богині Хатхор, чия музика володіє дивовижною властивістю приносити мир у серця. Але злий бог Сет готує підступний план.
17. «Забутий саркофаг». Повертаючись з поїздки, Папірус і Феті виявляють таємничий саркофаг, відлитий з чистого золота. Вирішивши, що, можливо, це і є той чарівний саркофаг в який Сет заточив бога Гора, друзі вирішують перевезти його в Фіви. Прибувши на місце, вони усвідомлюють свою помилку.
18. «Храм Життя». Тія відправляється в Храм Життя за ліками для Фататри і пропадає безвісти. Папірус вирішує її шукати. Верховний жрець Чепсеска прощений фараоном і на знак своєї вірності підносить йому статуетку богині-левиці Сехмет. Феті стурбована: поведінка її батька після цього стає несподівано непередбачуваною.
19. «Помста Амона». Наближається церемонія Опет на честь Амона, бога Фів. Однак, вночі священна статуя цього бога зникає. Принц Амес користується цією нагодою, щоб домогтися зречення фараона. Ратофер повідомляє, що боги взяли статую під свій захист. Папірусові належить повернути її до початку церемонії.
20. «Дитина — фараон». Фараон Меренр уражений магією Сета і знаходиться присмерті. Його підступний брат Амес збирається претендувати на престол в ім'я Сета. Для того, щоб врятувати Єгипет від злих сил, Папірус повинен дізнатися таємницю свого походження.
21. «Сльози гігантів». Феті і Папірус вітають хетську принцесу Анітті, дочку царя Хаттусилі. На знак миру принцеса пропонує фараону залізний меч, секрет виготовлення якого відомий лише її народу. Войовничий генерал Мененхетет намагається дізнатися секрет заліза, щоб розв'язати війну. Незабаром Феті і Анітті зникають за таємничих обставин, і Папірус відправляється на їхні пошуки.
22. «Дитя ієрогліфа». Несподівано помирає Аменхотеп, головний придворний архітектор і батько Хапу. Будівництвом незакінченого храму Амона в Карнаці повинен займатися Імхотеп. Але з самого початку на будівництві все не ладиться. Папірус і Феті вирішують знайти причину невдач.
23. «Страж трьох воріт». Води Нілу несподівано починають пересихати, поставивши під загрозу все життя в країні. Папірус і Феті вирішують знайти причину цього лиха. Вони виявляють забуте підземне місто, яким править фараон Перібсен, ставленик Сета, проклятий богами за віровідступництво.
24. «Чорна піраміда». Нове лихо вражає країну: води Нілу, що живлять увесь Єгипет, виявляються отруєні, і в місті починається епідемія, якої не уникає навіть сам фараон. У супроводі Феті і Тії Папірус повинен відправитися на крайній південь, в незвідані нетрі Африки, щоб відшукати джерело отрути.
25. «Дзеркало Небу». Папірус і Феті повинні супроводжувати фараона в подорожі по Єгипту. Несподівано богиня Небу звертається до Папіруса через своє чарівне дзеркало і просить його про допомогу. Не дочекавшись Папіруса, Феті вирішує відправитися в шлях без нього. На кораблі поруч з нею знаходяться Тія і Шепсі, проте принцеса злодіїв дуже дивно поводиться.
26. «Високі води». Розлив Нілу виявляється настільки сприятливим, що єгиптяни майже забувають про підступи Сета і Акера. Раптово фараон Меренр і Феті отримують повідомлення від Амеса — він помирає і хоче попрощатися. Повіривши пророцтвам Хапу, Папірус відправляється на битву з Сетом, не підозрюючи, що прямує у пастку.

### Другий сезон
1. «Святотатство Папіруса». Як і всі мешканці Фів, Феті і Папірус готуються до свята Опет, щорічного вшанування бога Амона. Прагнучи запобігти підступам Сета, фараон вирішує заховати статую Амона в найнесподіванішому місці — рибальській халупі на околиці міста. Але в ту ж ніч хтось розбиває статую і всі свідчення вказують на Піпіруса. Фараон змушений засудити його до смертної кари, хоч сам не вірить в його святотацтво.
2. «Міка-чародійка». Папірус бачить сон, в якому йому являється приваблива молода дівчина Міка. Незабаром йому належить зустрітися з нею наяву. Але він не знає, що Міка уклала угоду з Сетом: в обмін на вічну молодість і чарівну силу вона повинна згубити Папіруса і Феті.
3. «На тридцятій клітинці сенета». Ку призводить друзів в Будинок Хатхор в околицях Фів, знаменитий своїми розвагами та азартними іграми. Феті приймає виклик таємничого гравця і тут же стає полонянкою гри сенет. Заманивши принцесу в пастку, Акер вирішує насолодитися усіма принадами магічної гри.
4. «Правосуддя Тоеріс». Цар хетів Хаттусила прибуває в Фіви для продовження мирного договору. Захищаючи принцесу Анітті від нападу, Папірус рятує бегемотиху і її дитинчат. Після чергової спроби викрадення, Анітті таємничим чином зникає. Під впливом свого радника Хамури, Хаттусила звинувачує у трагедії єгиптян. Феті пропонує йому своє життя, якщо принцеса не буде знайдено до сходу наступного дня.
5. «Пробудження Осіріса». Підходить до кінця місяць хояк, присвячений богу Осірісу, а поля єгиптян стали неродючими. Країні знову загрожує Сет, який діє через свого поплічника Сабу. За порадою Ратофера, Папірус і Феті повинні відшукати потаємне святилище Осіріса, і очистити його від злої магії владики Омбоса.
6. «Білий бабуїн». Акер вирішує знищити священний сувій, що зберігається в Місті писарів, згідно з яким Гор став першим фараоном, а Сет був засуджений на вигнання. Обдурений білим бабуїном Балібою, Папірус потрапляє в пастку Сета, ставши його покірним слугою, що і виконає задум. Тепер лише від Феті, Тії і Ратофера залежить подальша доля Єгипту.
7. «Викрадена країна». Сет завдає чергового удару — принцеса Феті уражена таємничою хворобою. Єдина надія на порятунок — ліки з далекої країни Пунт, яких немає в Єгипті. Папірус і Бібо змушені відправитися в далеку і небезпечну подорож у Пунт.
8. «Чотири каплиці Тутанхамона». Роботи зі спорудження храму Гора наближаються до завершення. Папірус, Феті і Ратофер прибувають на місце будівництва, щоб проконтролювати ситуацію. І якраз вчасно — в некрополі щосили діє якийсь зловмисник, а головний архітектор Імхотеп став слухняною зброєю в руках Сета.
9. «Божественний гончар». Меренр, Феті і Папірус відвідують майстерню скульптора Рахотепа, що завершив роботу над статуєю фараона. Але в ту ж ніч трапляється нещастя — хтось викрадає «серце» зі статуї Меренра, наклавши на справжнього царя сильне закляття. Брат фараона Амес звинувачує у трагедії Рахотепа. За порадою Ратофера, Папірус повинен відправитися в царство бога-гончара Хнума, щоб знайти спосіб зцілити фараона.
10. «Повернення Сенхет». Викравши дорогоцінну магічну скриньку, Тія обертається на камінь. Таємничий незнайомець пояснює Папірусу, що злодійку спіткала божественна кара. Щоб її звільнити, потрібно повернути амулет зі скриньки в Пустелю Каменів до заходу сонця. Виконавши завдання, Папірус відправляється в зворотний шлях, а за ним невідступно слідують цілі полчища сарани, несучи Єгипту голод і руїну.
11. «Талісман Великої піраміди». Розслідуючи акт святотатства, що трапився у Великій піраміді Хеопса, фараон Меренр і Феті піддаються страшному закляттю Сета — їх тіла починають перетворюватися на камінь. Єдиний спосіб врятувати їх, — знайти браму Омбоса до сходу сонця і усунути причину зла. Ратофер постачає Папірусу магічний амулет, і радить завжди діяти згідно з велінням серця.
12. «Ям». Катаючись по Нілу, Папірус і Феті виявляють, що нільська вода сповнена солі і в неї запливла акула. Виявляється, води моря вливаються у річку, означаючи для Єгипту незліченні лиха. Ратофер вважає, що Ям, грізний бог морів, гнівається, і його треба умилостивити дарами. Феті і Папірус вирішують відправитися на пошуки чарівного царства Яма, взявши в провідники Хапу.
13. «Час розбрату». Тія заарештована за звинуваченням у вбивстві багатого купця і кинута до в'язниці в очікуванні суду. На диво принцеси злодіїв, купець виявляється живий — він інсценував смерть за завданням Акера. Зачарувавши Тію, він змушує її викрасти перо Маат, богині справедливості. Втративши символ гармонії і миру, країна занурюється в пучину хаосу і розбрату.
14. «Сім вузлів Гора». Вивчаючи в Саккарі архітектурні творіння свого великого попередника, Імхотеп стає свідком святотатства: сили Сета проникають в піраміду Джосера і пробуджують Ісефет, демона вогню руйнівної сили. Імхотеп поспішає в Фіви, щоб попередити фараона, але його жалить скорпіон Сета. Сім вузлів Гора — давній магічний засіб, здатний затримати дію отрути, але остаточне зцілення може принести лише золотий лотос духа води.
15. «Зречення Папіруса». Папірусу сниться дивний сон — поклик з далекого минулого. Прокинувшись, рибалка відправляється на пошуки покинутого села Суну. Тут йому належить дізнатися страшну правду про своїх батьків і про те, яку роль зіграв у їх долі фараон Меренр. Не в силах пробачити його вчинку, Папірус вирішує зректися своєї місії і піти з палацу.
16. «Червоний Ніл». Повертаючись у Фіви з далекої поїздки, Бібо випиває води з джерела, чудесним чином виниклого в пустелі, і впадає в гарячку. Папірус вирушає на пошуки таємничого джерела. А тим часом Чепсеска пред'являє фараону ультиматум — Феті повинна стати верховною жрицею Сета, інакше води Нілу розпаляться і спалять весь Єгипет.
17. «Священна корона Уаджет». Перебуваючи під впливом Сета, Феті чинить святотатство, знищивши корону Нижнього Єгипту, що охороняється богинею Уаджет. Вирок візира Нуєра суворий: фараон Меренр повинен відректися від престолу, або його дочка помре. У надії повернути священну корону і приборкати гнів Уаджет, Папірус відправляється на північ країни.
18. «Нефрура». У царську гробницю на західному березі проникає злодій, а на горизонті з'являється зловісна маска цариці Нефрури. За нею починають полювання як злодії, так і Папірус, але з волі провидіння, маска потрапляє до Феті. Принцеса хоче розгадати таємницю своєї матері, не бачачи, що за цим криється жахливий план Сета і Акера.
19. «Посли». Прагнучи запобігти війні Єгипту з сусідами, фараон вирішує провести таємні переговори з послами критян, хеттів, фінікійців і лівійців. Дипломатична місія покладена на Феті, а допомагають їй мудрий Ратофер і Папірус. Але між послами спалахує ненависть, підбурена Сетом.
20. «Принцеса Тія». Принцеса злодіїв замислюється про мінливості долі: адже якби вона була принцесою Єгипту, Папірус приділяв їй більше уваги. Її бажання було почуто купцем Семутом, який запропонував Тії свою допомогу. За допомогою магії Феті і Тія міняються тілами.
21. «Принцеса зірок». Єгиптяни з нетерпінням чекають сходу Сотіс, богині-зірки, яка провіщає початок розливів. Однак трапляється непоправне: богиня захоплена Сетом, і Єгипет чекають посуха і голод. Папірус і Ратофер повинні зробити все можливе, щоб звільнити богиню. Для цього їм потрібно потрапити на небо з допомогою священного Древа Нут.
22. «Свята дитина Еблі». Фіви готуються до прибуття дівчинки-пророка з далекого сирійського міста Еблі, пророцтва якої володіють вражаючою силою змінювати долі держав. Незважаючи на побоювання Хапу і Ратофера, Сету вдається отримати контроль над пророчою маскою святої дитини і обрушити на Єгипет страшне прокляття: всі дівчата, що досягли зрілості, повинні померти, якщо фараон не підкориться владиці Омбоса.
23. «Дерево Ішед». Закляття Сета вражає священне дерево Ішед, на листках якого бог Тот записує імена фараонів, починаючи з Гора. Після повернення з поїздки фараон Меренр починає дивно себе поводити. Незабаром Феті і Папірус змушені втекти з палацу, Ратофер перебуває під домашнім арештом, а фараон несподівано відрікається від престолу на користь Акера.
24. «Колона Джед». В цей день в Саккарі відбувається ритуал, присвячений встановленню первинної колони Джед, що символізує рівновагу у всесвіті. Але в результаті підступів Сета фараону не вдається підняти колону, і тепер Єгипту загрожує хаос. Папірус і Феті відправляються в небезпечну подорож, мета якої — потрапити в царство богів і поставити колону на місце.
25. «Суд над Папірусом». В Долині Царів орудує банда грабіжників, що зазіхнули навіть на поховання батьків нинішнього фараона. Після довгих і безуспішних пошуків головним підозрюваним стає Папірус. Рибалка з'ясовує, що за всіма грабежами стоять Амес і Мененхетет, рухомі метою очорнити юного героя, але у нього немає ніяких доказів на свій захист. Доля Папіруса залежить від показань єдиного «свідка» — кішки на прізвисько Тетріс.
26. «Світ кошмарів». Вже кілька днів Папірусу сниться тривожний сон, в якому його кличе на допомогу невідома богиня. Ратофер здогадується, що Сет і Акер зуміли проникнути у світ мрій Папіруса і намагаються маніпулювати ним. Коли їм вдається переконати Папіруса, що фараон обернувся проти богів, тільки Феті при допомозі Ісіди виявляється здатною отямити Папіруса.

## Фільм
- «Помста Сета» (La vengeance de Seth, 1998) — фільм, створений на основі епізодів першого сезону, що стисло повторює його сюжет[1].

## Ролі озвучували
- Алексіс Томассіан — Папірус.
- Елізабет Вентура — принцеса Феті/Теті
- Жан Негроні — Ратофер.
- Патріс Бодріє — фараон Меренр.
- Севан Делане — принцеса фіванських злодіїв Тія.
- Тоні Маро — Імхотеп.
- Жерар Сюрюг — Бібо.
- Т'єррі Бурдон — Хапу.
- Бруно Девольдер — Акер.
- Бріджит Обрі — Небу, Ісіда.